# 現ナマ弁護士
『現ナマ弁護士』（げんなまべんごし）は、テレビ東京・BSジャパン共同制作の2時間ドラマ。「春の新作ミステリー」として「日曜ミステリー」枠（毎週日曜日14:00 - 16:00）で2017年3月5日に放送された。主演は余貴美子。

## 登場人物

### 吉川法律事務所
- 仙波鶴子（吉川法律事務所弁護士） - 余貴美子
- 吉川小百合（吉川法律事務所オーナー） - 由紀さおり

### その他
- 亀井川法介（三田東署刑事、小百合の甥） - 吹越満
- 仙波益男（鶴子の父） - 石橋蓮司

### ゲスト
- 近藤聡（冒頭の依頼人） - 大河内浩
- 加賀谷秀人（GSサービス社員） - 眞島秀和
- 守田克巳（GSサービス顧客部長） - 矢柴俊博
- 篠原マキ（GSサービス社員） - 原幹恵
- 米村隆（休職中の元会社員） - 相島一之
- 米村圭太（隆の息子） - 泉澤祐希
- 米村・妻（隆の妻） - 佐藤真弓
- 岩崎亨（奈央子の父） - 吉満寛人
- 岩崎淑江（奈央子の母） - 千葉雅子
- 岩崎奈央子（加賀谷の婚約者） - 最上瑠南
- 富沢珠代（GSサービス顧客） - 研ナオコ
- 山崎千惠子、原舞歌、野口倹太

## スタッフ
- 脚本 - 金谷祐子
- 監督 - 豊島圭介
- 選曲 - 矢部公英
- 法律監修 - 鍋島修
- スタントコーディネート - 森崎えいじ
- 技術協力 - 映広、東通
- 美術協力 - フジアール
- プロデュース - 浅野太、大川博史
- 制作 - テレビ東京、BSジャパン、Joker